# تاکوما سوگانو
تاکوما سوگانو (انگلیسی: Takuma Sugano؛ زادهٔ ۵ آوریل ۱۹۸۰) بازیکن فوتبال اهل ژاپن است.
از باشگاه‌هایی که در آن بازی کرده‌است می‌توان به باشگاه فوتبال جف یونایتد ایچیهارا چیبا اشاره کرد.